# 카를로 에마누엘레 1세 디 사보이아 공작
카를로 에마누엘레 1세(이탈리아어: carlo Emanuele I di savoia, 프랑스어: Charles Emanuel I de savoie, 1562년 1월 26일 ~ 1630년 7월 26일)는 사보이아 공국의 공작이다.
아버지인 에마누엘레 필리베르토 디 사보이아 공작의 뒤를 이어 공작이 되었으며, 스페인의 카테리나 미카엘라와 결혼하여 10명의 자녀를 두었다.
그의 뒤를 이어 비토리오 아메데오 1세가 즉위하였다. 그는 빈틈없는 정치로 상업과 문화 발달에 기여하여 사보이아가를 발달시켰다. 살루초 변경백국, 몬페라토, 제노바 등을 무대로 하여 스페인, 프랑스 등의 강국들과 전쟁을 벌였다.
그는 이 전쟁에서 승리하지는 못했다. 그러나 그는 당시 이탈리아인들에게 외세에 맞서 싸우는 민족투사로 비춰졌기 때문에 그의 인기는 높았었다. 1630년 그가 사망한 이후, 사보이아 공국은 스페인과 프랑스의 침략을 맞아 위태로운 상태가 되었다.